# Barbara Stewart
Barbara Stewart, (previamente Fisher) es un personaje ficticio de la serie de televisión australiana Home and Away, interpretado por la actriz Barbara Stevens en 1988, 1989 y el 2005 y por la actriz Rona McLeod en 1996.

## Biografía
Barbara es hermana de Alf Stewart, Morag Bellingham, Celia Stewart y Debra Stewart. Recientemente Alf se enteró de que Colleen Stewart era su media hermana.
Barbara apareció por primera vez en 1988, para asistir a la boda de su sobrina Ruth "Roo" Stewart, regresó de nuevo cuando le dijo a Donald que su hijo Alan se había golpeado la cabeza con una tabla de surf. 
Poco después consiguió un trabajo como maestra en Summer Bay High, lo que ocasionó la molestia de Donald, lo que ocasionó que al inicio pelearan por todo, pero las cosas comenzaron a mejorar cuando Fisher la invitó a salir, sin embargo esto no duró mucho, luego de que Barbara desconfiara de él, más tarde Donald le dijo a Ailsa Stewart que tenía la esperanza de volver con ella.
Barbara comenzó a desafiar a Fisher e inscribió a Alan en la escuela, cuando Donald comenzó a reclamarle Barbara le confesó que Alan tenía un tumor cerebral y que podría morir en cualquier segundo. 
Después de que Alan se enterara de que Barbara le había contado todo a Donald, fue a confrontarla y mientras hablaban fueron escuchados por Tom Fletcher, quien conversando con su esposa Pippa sobre la condición de Alan, fueron escuchados por Carly, quien luego se lo contó a todos. Cuando Alan se enteró de que todos sabían acerca de su aneurisma, rápidamente dedujo que el responsable de difundir la noticia había sido Donald. Molesto hizo que lo suspendieran, y cuando Barbara se enteró, quedó furiosa y lo echó, así que Alan dejó Bay. Poco después Barbara lo perdonó y luego de que Alan regresara a Bay para hacer las paces con su padre, sufrió un ataque, quedó en coma y poco después murió, lo cual dejó a Barbara devastada.
Después de la muerte de su hijo siguieron peleando, pero hicieron las paces cuando Donald le permitió publicar el libro de Alan, "On The Crest of a Wave". Poco después Barbara tomó un taxi y dejó Bay no sin antes decirle a Donald que una parte de ella siempre lo amaría.
Barbara regresó en 1989 y durante su estancia en Bay, Bobby Marshall quien está buscando a su madre biológica piensa que Barbara es su madre, pero luego de platicar con ella, Barbara le dice que no lo es y deduce que su verdadera madre es su hermana Morag Bellingham, poco después Barbara deja de nuevo Bay.
Cuando Barbara regresó en 1996 había cambiado mucho, intentó matar a Donald para así tener acceso a su dinero, sin embargo su hija Rebecca descubrió que ella era la responsable por los extraños sucesos que venían ocurriendo en la casa de los Fisher y poco después el Oficial Garner arrestó a Barbara, lo que ocasionó que Alf inmediatamente se alejara.
Barbara y Donald regresaron en el 2005 para el cumpleaños número 60 de Alf.